# شب بخیر تهران (برنامه تلویزیونی)
شب بخیر تهران
برنامه‌ای از شبکه پنج سیما بود که پخش سری اول آن سال ۱۳۷۶ آغاز شد؛ این اثر تلویزیونی ساختاری ترکیبی داشت که تولید آن چند سال به وسیلهٔ گروه‌های مختلف ادامه یافت.
این برنامه از بخش‌های مختلفی تشکیل شده بود؛ به عنوان نمونه در یکی از «آیتم» ها کارشناس برنامه دربارهٔ مشکلاتی چون اعتیاد و بدرفتاری با کودکان صحبت می‌کرد.
«یک اتفاق» بخش دیگری از «شب بخیر تهران» بود که به قانون‌شکنی‌های رخداده در شهر تهران می‌پرداخت. مسابقهٔ این برنامه، یکی از آیتم‌های جالب توجه بود؛ چرا که کنترل رایانه‌ای که بازی‌ها در آن طراحی شده بود، در دست شرکت کننده‌ای بود که از منزل تماس می‌گرفت.
کارشناسان مسایل مختلف اجتماعی و هنرمندان نیز به عنوان مهمان در برنامه حضور می‌یافتند.
«دوربین مخفی» نیز برای نخستین بار از «شب بخیر تهران» پخش شد و از دیگر بخش‌های «شب بخیر تهران» به گزارش از مشاغل شب و پخش سریال می‌توان اشاره کرد.